# 1927 год в науке
В 1927 году произошли следующие события в области науки:

## События
- 20—21 мая — первый беспосадочный трансатлантический перелёт, совершённый американским лётчиком Чарлзом Линдбергом.
- В Москве прошло открытие «Первой мировой выставки межпланетных аппаратов и механизмов» — первой в истории международной выставки по космонавтике.
- Нильс Бор и Вернер Гейзенберг сформулировали Копенгагенскую интерпретацию[1].
- Американскими учёными Клинтоном Дэвиссоном и Лестером Джермером проведён Опыт Дэвиссона — Джермера — физический эксперимент по дифракции электронов[2].
- Немецкий физик Вернер фон Гейзенберг ввёл в квантовую физику понятие «принципа неопределённости»[3].

## Родились
- 29 января — Льюис Урри, канадский химик-технолог, изобретатель щелочных и литиевых батареек (ум. в 2004).
- 16 марта — Владимир Комаров, лётчик-космонавт, командир первого в мире экипажа из трёх человек (ум. в 1967).
- 4 сентября — Джон Маккарти, американский информатик, автор термина «искусственный интеллект», изобретатель языка Лисп (ум. в 2011).
- 20 ноября — Кикуо Такано[англ.], японский математик и поэт (ум. в 2006).

## Скончались
- 3 января — Карл Рунге, немецкий математик, физик и спектроскопист (род. 1856).
- 16 октября — Йован Цвиич, сербский географ, этнограф и геолог (род. 1865).
- 24 января — Франсуа Турпен, французский химик-органик, работал в области разработки взрывчатых веществ (род. 1848).
- 9 февраля — Чарлз Уолкотт, американский палеонтолог (род. 1850).
- 16 февраля — Людвиг Радлькофер, немецкий ботаник, миколог (род. 1829).
- 23 февраля — Франц Штефани, немецкий ботаник (род. 1842).
- 27 февраля
  - Владимир Михельсон, российский физик и геофизик, метеоролог (род. 1860).
  - Каспер ван Оверем, нидерландский миколог (род. 1893).
- 2 марта — Ян Кашпар, чешский инженер, авиаконструктор, пионер чешской авиации (род. 1883).
- 22 марта — Чарльз Сарджент, американский ботаник (род. 1841).
- 25 марта — Эмиль Закс, австрийский экономист (род. 1845).
- 9 апреля
  - Александр Генкель, российский учёный-биолог, педагог и просветитель (род. 1872).
  - Георг-Оссиан Сарс, норвежский морской биолог и зоолог беспозвоночных (род. 1837).
- 24 апреля
  - Карл Айгенман, немецко-американский ихтиолог (род. 1863).
  - Пётр Броунов, русский географ и метеоролог (род. 1853).
- 4 мая
  - Фридрих Фаупель, немецкий ботаник (род. 1876).
  - Густав Чермак, австрийский минералог и петрограф (род. 1836).
- 5 мая — Адольф Мите, немецкий учёный, один из пионеров цветной фотографии (род. 1862).
- 10 мая — Андрей Торопов, российский книговед и библиограф. Создатель первой в Москве общедоступной детской библиотеки (род. 1851).
- 18 мая — Никифор Бегичев, русский моряк, полярный путешественник (род. 1874).
- 31 мая — Винченцо Черулли, итальянский астроном и математик (род. 1859).
- 6 июня — Даниил Щербаковский, русский и украинский этнограф (род. 1877).
- 12 июня — Лев Тарасевич, российский и советский иммунолог, эпидемиолог, микробиолог, патолог, организатор здравоохранения и медицинской науки (род. 1868).
- 30 июня — Эдуард Луи Труэссар, французский зоолог (род. 1842).
- 5 июля — Альбрехт Коссель, немецкий биохимик, физиолог, удостоенный в 1910 году Нобелевской премии по физиологии и медицине (род. 1853).
- 14 июля — Леонид Лахтин, российский математик (род. 1863).
- 17 июля — Магнус Миттаг-Леффлер, шведский математик (род. 1846).
- 25 июля — Рудольф Магнус, немецкий фармаколог и физиолог (род. 1873).
- 29 июля — Фердинанд Курльбаум, немецкий физик-экспериментатор, автор научных трудов по оптике, спектроскопии, физике теплового излучения (род. 1857).
- 30 июля — Фридрих Биттер, немецкий ботаник, лихенолог и птеридолог (род. 1873).
- 3 августа — Эдвард Титченер, англо-американский психолог-экспериментатор (род. 1867).
- 8 августа — Джордж Чэмпион, английский энтомолог (род. 1851).
- 13 августа — Ларс Ромелль, шведский миколог (род. 1854).
- 14 августа — Лев Штернберг, российский и советский этнограф (род. 1861).
- 17 августа — Эрик Фредгольм, шведский математик (род. 1866).
- 21 августа — Уильям Бёрнсайд, английский математик-алгебраист (род. 1852).
- 2 сентября — Алексей Бобринский, русский археолог, политический и государственный деятель (род. 1852).
- 20 сентября — Сергей Жегалов, русский и советский растениевод, генетик-селекционер, педагог (род. 1881).
- 22 сентября — Шиплей, Артур Эверетт, английский зоолог (род. 1861).
- 29 сентября — Виллем Эйнтховен, нидерландский физиолог, основоположник электрокардиографии (род. 1860).
- 30 сентября — Самуэль Гарман, американский герпетолог и ихтиолог (род. 1843).
- 1 октября — Василий Константинович фон Анреп, российский врач, физиолог и фармаколог, профессор медицины, вошедший в историю как пионер местного анестезирования (род. 1852).
- 2 октября — Сванте Август Аррениус, шведский физикохимик, лауреат Нобелевской премии по химии (род. 1859).
- 4 октября — Михаил Яновский, российский терапевт (род. 1854).
- 12 октября — Бенджамин Джексон, британский ботаник (род. 1846).
- 2 ноября — Константин Глинка, российский и советский почвовед (род. 1867).
- 11 ноября — Вильгельм Иогансен, датский биолог (род. 1857).
- 2 декабря — Пауль Грот, немецкий минералог (род. 1843).
- 10 декабря — Семён Зимницкий, русский терапевт (род. 1873).
- 14 декабря — Юлиан Сохоцкий, русский математик польского происхождения (род. 1842).
- 18 декабря — Арсен Старков, русский и украинский биолог (род. 1874).
- 21 декабря — Людвиг Байсснер, немецкий ботаник и дендролог (род. 1843).
- 24 декабря — Владимир Бехтерев, русский медик-психиатр, невропатолог, физиолог, психолог, основоположник рефлексологии и патопсихологического направления в России (род. 1857).

## Награды

### Нобелевские премии
- Физика — Артур Холли Комптон — «За открытие эффекта, названного его именем», Чарлз Томсон Риз Вильсон — «За метод визуального обнаружения траекторий электрически заряженных частиц с помощью конденсации пара».
- Химия — Генрих Отто Виланд — «За исследования строения жёлчных кислот и аналогичных соединений».
- Медицина и физиология — Юлиус Вагнер-Яурегг.
- Литература — Анри Бергсон — «В знак признания его ярких и жизнеутверждающих идей, а также за то исключительное мастерство, с которым эти идеи были воплощены».

### Медаль Копли
- Чарльз Скотт Шеррингтон.

### Медаль Волластона
- Уильям Уоттс[англ.].